# Erik Guay
Erik Guay (* 5. August 1981 in Montreal, Québec) ist ein ehemaliger kanadischer Skirennläufer. Er war auf die Disziplinen Abfahrt und Super-G spezialisiert. In der Saison 2009/10 entschied er die Super-G-Disziplinenwertung für sich, 2011 wurde er Weltmeister in der Abfahrt, 2017 im Super-G. Sein jüngerer Bruder Stefan Guay war ebenfalls Skirennläufer.

## Biografie
Der frankophone Kanadier nahm im Dezember 1996 erstmals an FIS-Rennen teil, Einsätze im Nor-Am Cup folgten ab Februar 1997. Am 10. Dezember 2000 bestritt er sein erstes Weltcup-Rennen, den Riesenslalom in Val-d’Isère. Im Nor-Am Cup erreichte er in der Saison 2001/02 den zweiten Platz der Gesamtwertung und entschied die Abfahrtswertung für sich. Die ersten Weltcuppunkte gewann er am 14. Dezember 2002 als 28. der Abfahrt in Val-d’Isère.
Guay belegte bei den Weltmeisterschaften 2003 in St. Moritz sowohl in der Abfahrt als auch im Super-G überraschend den sechsten Platz. Seinen ersten Podestplatz im Weltcup erreichte er zu Beginn der Saison 2003/04, als er in der Abfahrt von Lake Louise hinter Michael Walchhofer auf den zweiten Platz fuhr. Kurz danach zog er sich im Training zur Abfahrt von Gröden bei einem Sturz eine schwere Knieverletzung zu und musste für den Rest der Saison pausieren. Mit vier Top-10-Ergebnissen gelang ihm 2004/05 ein erfolgreiches Comeback.
Sowohl bei den Olympischen Winterspielen 2006 als auch bei den Weltmeisterschaften 2007 verpasste er nur knapp eine Medaille, als er im Super-G bzw. in der Abfahrt jeweils Vierter wurde. Besonders knapp fiel die Entscheidung 2007 zu seinen Ungunsten aus, als er lediglich zwei Hundertstelsekunden auf den Drittplatzierten Patrik Järbyn verlor.
Am 24. Februar 2007 gewann Guay sein erstes Weltcuprennen, die Abfahrt auf der Kandahar-Piste in Garmisch-Partenkirchen. In der Saison 2009/10 entschied er mit zwei Siegen in Kvitfjell und beim Weltcupfinale in Garmisch-Partenkirchen den Super-G-Weltcup für sich. Damit war er erst der zweite Kanadier, der einen Disziplinenweltcup gewann. Zuvor war dies nur Steve Podborski gelungen, der in der Saison 1981/82 punktegleich mit dem Schweizer Peter Müller den Abfahrtsweltcup gewonnen hatte. Bei den Olympischen Winterspielen 2010 wurde Guay jeweils Fünfter in der Abfahrt und im Super-G und 16. im Riesenslalom. Im Super-G fehlten ihm nur drei Hundertstelsekunden auf den Drittplatzierten Andrew Weibrecht.
In der Saison 2010/11 konnte Guay zunächst nicht ganz an das Niveau des Vorwinters anknüpfen. Er wurde Dritter im Super-G von Gröden, kam ansonsten aber nicht über einen elften Platz hinaus. Bei den Weltmeisterschaften 2011 in Garmisch-Partenkirchen feierte er dann aber den größten Erfolg seiner Karriere, den Gewinn der Goldmedaille in der Abfahrt. Sowohl in der Saison 2011/12 als auch in der Saison 2012/13 gelangen ihm in Weltcupabfahrten ein zweiter und ein dritter Platz, während er in der Saison 2013/14 zwei Abfahrtssiege feiern konnte.
Bei den Weltmeisterschaften 2017 in St. Moritz errang er am 8. Februar im Super-G die Goldmedaille und krönte sich damit erneut zum Weltmeister, wobei er mit 35 Jahren und 188 Tagen einen neuen Altersrekord aufstellte und Hannes Reichelt, der vor zwei Jahren (ebenfalls in der Disziplin Super-G) Weltmeister geworden war, ablöste. Noch 12 Tage zuvor, am 27. Januar, war er bei der Weltcup-Abfahrt in Garmisch-Partenkirchen schwer zu Sturz gekommen und konnte bei der anderntags angesetzten zweiten Abfahrt nicht teilnehmen. In der Abfahrt konnte er mit Platz zwei die Silbermedaille gewinnen.
Während der Saison 2017/2018 kam er aufgrund anhaltender Rückenbeschwerden kaum zu Einsätzen im Weltcup und musste ebenso auf eine Teilnahme bei den Olympischen Winterspielen 2018 verzichten. Im November 2018 gab Guay, der ursprünglich geplant hatte, noch eine Saison zu bestreiten, nach einem schweren Sturz seines Teamkollegen Manuel Osborne-Paradis im Abfahrtstraining von Lake Louise, kurzfristig seinen Rücktritt vom aktiven Rennsport bekannt.

## Erfolge

### Olympische Spiele
- Turin 2006: 4. Super-G
- Vancouver 2010: 5. Abfahrt, 5. Super-G, 16. Riesenslalom
- Sotschi 2014: 10. Abfahrt

### Weltmeisterschaften
- St. Moritz 2003: 6. Abfahrt, 6. Super-G, 17. Kombination
- Bormio 2005: 22. Abfahrt
- Åre 2007: 4. Abfahrt, 6. Super-G
- Val-d’Isère 2009: 19. Super-G
- Garmisch-Partenkirchen 2011: 1. Abfahrt
- Schladming 2013: 23. Super-G
- St. Moritz 2017: 1. Super-G, 2. Abfahrt

### Weltcupwertungen
| Saison  | Gesamt                              | Gesamt                              | Abfahrt                             | Abfahrt                             | Super-G                             | Super-G                             | Riesenslalom                        | Riesenslalom                        | Kombination                         | Kombination                         |
| Saison  | Platz                               | Punkte                              | Platz                               | Punkte                              | Platz                               | Punkte                              | Platz                               | Punkte                              | Platz                               | Punkte                              |
| ------- | ----------------------------------- | ----------------------------------- | ----------------------------------- | ----------------------------------- | ----------------------------------- | ----------------------------------- | ----------------------------------- | ----------------------------------- | ----------------------------------- | ----------------------------------- |
| 2002/03 | 79.                                 | 60                                  | 37.                                 | 30                                  | 32.                                 | 30                                  | –                                   | –                                   | –                                   | –                                   |
| 2003/04 | 55.                                 | 135                                 | 28.                                 | 81                                  | 24.                                 | 54                                  | –                                   | –                                   | –                                   | –                                   |
| 2004/05 | 25.                                 | 330                                 | 14.                                 | 187                                 | 15.                                 | 131                                 | –                                   | –                                   | 19.                                 | 12                                  |
| 2005/06 | 18.                                 | 435                                 | 11.                                 | 221                                 | 6.                                  | 204                                 | 47.                                 | 10                                  | –                                   | –                                   |
| 2006/07 | 12.                                 | 529                                 | 3.                                  | 393                                 | 10.                                 | 136                                 | –                                   | –                                   | –                                   | –                                   |
| 2007/08 | 18.                                 | 467                                 | 12.                                 | 201                                 | 6.                                  | 240                                 | 41.                                 | 26                                  | –                                   | –                                   |
| 2008/09 | 22.                                 | 408                                 | 6.                                  | 287                                 | 12.                                 | 121                                 | –                                   | –                                   | –                                   | –                                   |
| 2009/10 | 13.                                 | 487                                 | 13.                                 | 156                                 | 1.                                  | 331                                 | –                                   | –                                   | –                                   | –                                   |
| 2010/11 | 26.                                 | 303                                 | 14.                                 | 178                                 | 13.                                 | 125                                 | –                                   | –                                   | –                                   | –                                   |
| 2011/12 | 19.                                 | 537                                 | 7.                                  | 363                                 | 12.                                 | 174                                 | –                                   | –                                   | –                                   | –                                   |
| 2012/13 | 18.                                 | 378                                 | 6.                                  | 267                                 | 11.                                 | 111                                 | –                                   | –                                   | –                                   | –                                   |
| 2013/14 | 13.                                 | 440                                 | 3.                                  | 357                                 | 21.                                 | 83                                  | –                                   | –                                   | –                                   | –                                   |
| 2014/15 | verletzungsbedingt keine Ergebnisse | verletzungsbedingt keine Ergebnisse | verletzungsbedingt keine Ergebnisse | verletzungsbedingt keine Ergebnisse | verletzungsbedingt keine Ergebnisse | verletzungsbedingt keine Ergebnisse | verletzungsbedingt keine Ergebnisse | verletzungsbedingt keine Ergebnisse | verletzungsbedingt keine Ergebnisse | verletzungsbedingt keine Ergebnisse |
| 2015/16 | 26.                                 | 364                                 | 12.                                 | 247                                 | 20.                                 | 117                                 | –                                   | –                                   | –                                   | –                                   |
| 2016/17 | 16.                                 | 430                                 | 5.                                  | 255                                 | 9.                                  | 175                                 | –                                   | –                                   | –                                   | –                                   |
| 2017/18 | 116.                                | 22                                  | –                                   | –                                   | 36.                                 | 22                                  | –                                   | –                                   | –                                   | –                                   |

### Weltcupsiege
- 25 Podestplätze, davon 5 Siege:

| Datum             | Ort                    | Land        | Disziplin |
| ----------------- | ---------------------- | ----------- | --------- |
| 24. Februar 2007  | Garmisch-Partenkirchen | Deutschland | Abfahrt   |
| 7. März 2010      | Kvitfjell              | Norwegen    | Super-G   |
| 11. März 2010     | Garmisch-Partenkirchen | Deutschland | Super-G   |
| 21. Dezember 2013 | Gröden                 | Italien     | Abfahrt   |
| 1. März 2014      | Kvitfjell              | Norwegen    | Abfahrt   |

### Nor-Am Cup
- Saison 2001/02: 2. Gesamtwertung, 1. Abfahrtswertung, 2. Super-G-Wertung
- 11 Podestplätze, davon 1 Sieg

### Junioren-Weltmeisterschaften
- Pra Loup/Le Sauze 1999: 19. Riesenslalom, 20. Super-G
- Mont Sainte-Anne 2000: 16. Super-G, 33. Abfahrt
- Verbier 2001: 9. Riesenslalom, 14. Super-G, 22. Abfahrt

### Weitere Erfolge
- 8 kanadische Meistertitel
  - Super-G 2002, 2003 und 2010
  - Abfahrt 2002 und 2007
  - Riesenslalom 2007 und 2008
  - Kombination 2002
- 13 Siege in FIS-Rennen (8 × Riesenslalom, 3 × Abfahrt, 2 × Super-G)